# Mackie Samoskevich
Mackie Samoskevich (Sandy Hook, Connecticut, 15 de noviembre de 2002) es un jugador profesional estadounidense de hockey sobre hielo que se desempeña en la posición de extremo derecho en Florida Panthers, equipo de la National Hockey League (NHL).

## Carrera
Fue seleccionado en la primera ronda en la NHL Entry Draft de 2021. En 2023 hizo su debut profesional con el equipo Florida Panthers, donde lleva jugando una temporada.